# Долгіх Сергій Володимирович
Сергій Володимирович Долгіх (1 травня 1980, с. Заруддя Збаразького району Тернопільської області — 16 листопада 2014, біля с. Нікішине Шахтарського району Донецької області) — український військовик, солдат 128-ї гірсько-піхотної бригади (Мукачеве), загинув в ході російсько-української війни.

## Життєпис
У перший рік життя Сергія помер батько, мама вийшла вдруге заміж. Жив із вітчимом у сусідніх із Заруддям Олишківцях. Виховував хлопця дядько Микола Катеренюк.
Навчався в Зарудянській школі (9 класів). Закінчив Кременецьке педагогічне училище (нині — Кременецька обласна гуманітарно-педагогічна академія імені Тараса Шевченка), здобувши фах учителя трудового навчання, Інститут комп'ютерних технологій Тернопільської академії народного господарства (нині — ЗУНУ). Тоді поїхав на роботу в Київ, працював у Господарському суді, Тендерній палаті. Навчався в Київському політехнічному інституті.
Одружився і проживав у Києві, очолював комп'ютерний відділ у Республіканському центрі сертифікації. Був активним учасником Революції Гідності.
Мобілізований 3 серпня, а на початку вересня поїхав у зону проведення АТО.
15 листопада відбувся сильний мінометний обстріл українських позицій, після якого неподалік від блокпоста знайшли мертвого дідуся. За правилами, в таких випадках викликали міліцію, яка попросила гарантувати їм безпеку. На світанку 16 листопада вояки вирушили ставити розтяжки, щоби перекрити зону, куди мали прибути міліціонери. Але вночі неподалік від тіла чоловіка терористи влаштували засідку. Від пострілів майже впритул троє із чотирьох наших бійців були поранені. Сергій Долгіх отримав поранення в ногу, куля зачепила артерію. Він відповз від дороги, наклав собі джгут і продовжив бій. У нього влучили граната і куля, які й спричинили смерть. 

Разом з Сергієм загинув солдат В'ячеслав Кірічек.
Похований 20 листопада у рідному Зарудді. На похорон прийшли сотні людей із навколишніх сіл, Збаража, Тернополя, Києва, а відспівували героя 12 священиків.
Залишились мати, дружина Ганна та донька Софійка.

## Вшанування пам'яті
22 вересня 2015 року в Зарудді відкрили пам'ятник Героєві.
На території Зарудянської ЗОШ 1-3 ступенів

### Відзнаки
- орден «За мужність» ІІІ ступеня — за особисту мужність і героїзм, виявлені у захисті державного суверенітету та територіальної цілісності України, указом Президента України від 13 травня 2015 (посмертно)[3]. Орден матері героя вручив голова ТОДА Степан Барна 9 липня.[4]
- почесний громадянин Тернопільської області (26 серпня 2022, посмертно)[5];
- орден «За Україну, за її волю» Спілки бійців і волонтерів АТО «Сила України» — за мужність, самовідданість та зразкове виконання службових обов'язків, проявлені в боротьбі за незалежність України під час проведення АТО на Сході України (посмертно)[6][7].